# Hockey Club Vítkovice Steel
L'HC Vítkovice Steel è una squadra ceca di hockey su ghiaccio.

## Storia
La squadra è stata fondata a Ostrava nel 1928. Nel 1934 divenne campione della Moravia.
Nel 1949 è stata promossa nella Extraliga cecoslovacca dove nel 1952 e nel 1982 ha vinto il campionato.
Nel 1993, dopo la separazione della Cecoslovacchia, è passata all'Extraliga della Repubblica Ceca.
Nel campionato ceco ha ottenuto come migliori risultati tre terzi posti e quattro secondi posti.

## Lo stadio
L'HC Vítkovice Steel gioca le proprie partite casalinghe alla Ostravar Aréna che ha una capienza di 10 004 posti a sedere. L'impianto è stato ricostruito nel 2004 in occasione del Campionato mondiale di hockey su ghiaccio.

## Palmarès
- 2 Campionati cecoslovacchi